# 天宝镇 (漳州市)
天宝镇，是中华人民共和国福建省漳州市芗城区下辖的一个乡镇级行政单位。1990年被福建省政府曾批确认为"重点工业卫星镇"、"科技示范镇"。天宝镇为著名天文学家戴天赛、著名文学家林语堂、著名桥梁专家戴尔赛的故里。

## 行政区划
天宝镇下辖以下地区：
天宝社区、天宝村、山美村、路边村、塔尾村、墨溪村、田寮村、后巷村、珠里村、茶铺村、张坑村、凤园村、后塘村、过塘村、大寨村、月岭村、盘谷村、后寨村、洪坑村、仙都村和埔里村。

## 经济
农业主产香蕉（天宝香蕉为中国地理标志产品）、龙眼、柑橘，盛产鱼、禽。

## 名胜
- 林语堂纪念馆：位于五里沙村，是中国大陆第一家林语堂纪念馆。
- 玉尊宫：位于珠里村，是唐代始建的古庙，历史上四易其名，两度迁徙，香火远播台湾、东南亚,是台湾玉尊宫的祖庙。
- 出水石莲花：位于路边村威惠庙内。

## 中国传统村落
洪坑村获评第二批“中国传统村落”。洪坑村古称“鸿湖村”。据《开漳戴氏源流》记载，明朝，戴氏祖先在此开基立派，以后各代建造七房大厝，形成古建筑群。